# Austrogastrura
Genre
Austrogastrura est un genre de collemboles de la famille des Hypogastruridae.

## Liste des espèces
Selon Checklist of the Collembola of the World (version du 6 novembre 2019) :
- Austrogastrura lobata (Yosii, 1959)
- Austrogastrura marambaia Fernandes, Bellini & de Mendonça, 2010
- Austrogastrura travassosi (Arlé, 1939)

## Publication originale
- Thibaud & Palacios-Vargas, 1999 : Brazilian Collembola from littoral sand with description of Austrogastrura gen. n. and Isotomodes carioca sp. n. (Hypogastruridae; Isotomidae). Revue Française d'Entomologie, Nouvelle Série, vol. 21, no 1, p. 25-31.